# Dondra Head Lighthouse
Dondra Head Lighthouse (singhalesisch දෙවුන්දර තුඩුව ප්‍රදීපාගාරය Devundara Tuḍuva Pradīpāgāraya) ist der höchste Leuchtturm (englisch Lighthouse) in Sri Lanka. Er steht auf Dondra Head und markiert den südlichsten Punkt des indischen Subkontinents sowie die Grenze zwischen dem Arabischen Meer und dem Golf von Bengalen.

## Allgemeines
Durch die Eröffnung des Sueskanals lag das damalige Britisch-Ceylon ab 1869 inmitten des internationalen Seewegs zwischen Europa und dem Fernen Osten. Da die geringen Wassertiefen der Adamsbrücke die Passage der Palkstraße zwischen Indien und Sri Lanka für die Seeschifffahrt unmöglich machten, musste die Insel südlich umfahren werden. Aus diesem Grund wurden dort in den 1870er Jahren drei Leuchttürme vom Imperial Lighthouse Service in Auftrag gegeben: Great Basses Reef Lighthouse, Little Basses Reef Lighthouse und zuletzt Dondra Head Lighthouse. Die drei Türme wurden von James Nicholas Douglass entworfen.

## Beschreibung
Der 49 Meter hohe und achteckige Turm wurde mit Steinen aus Schottland und Cornwall errichtet. Nach einer dreijährigen Bauzeit wurde das Leuchtfeuer im März 1890 in Betrieb genommen.
Das Leuchtfeuer hat eine Feuerhöhe von 47 m und zeigt als Kennung einen weißen Blitz mit einer Wiederkehr von 5 Sekunden (Fl.W.5s). Aufgrund seiner Bedeutung ist der Turm zusätzlich mit einer Radarantwortbake ausgerüstet. Zur Lenkung des Schiffsverkehrs ist südlich von Dondra Head ein Verkehrstrennungsgebiet eingerichtet.